# 익산종합운동장 보조경기장
익산종합운동장 보조경기장(益山綜合運動場補助競技場, Iksan Sports Complex Auxiliary Stadium)은 대한민국 전북특별자치도 익산시에 있는 스포츠 시설이다. 천연잔디 필드와 우레탄 트랙이 갖춰진 경기장이며, 2008년 11월에 준공되었다.

## 참고 문헌
- 《2019년 전국 공공체육시설 현황 (2018년말 기준)》. 대한민국 문화체육관광부. 2020.
- 《2023 전국 공공체육시설 현황 (2022년 12월말 기준)》. 대한민국 문화체육관광부. 2024.

## 같이 보기
- 익산종합운동장